# 城下町のダンデライオン
『城下町のダンデライオン』（じょうかまちのダンデライオン）は、春日歩による日本の4コマ漫画作品。芳文社発行の『まんがタイムきららミラク』に2012年4月号、6月号にゲスト掲載されたのち、同年8月号より連載開始。同誌の休刊により『まんがタイムきらら』に移籍して2018年1月号から2019年9月号まで掲載された。その後、長期休載を経て2020年8月7日よりCOMIC FUZに移籍し、新章の連載が開始された。
2014年11月にアニメ化が発表され、TBSテレビほかにて2015年7月より9月まで放送された。
2016年8月中旬にCBGKシブゲキ!!にて舞台公演が上演された。

## あらすじ
能力・他の兄弟姉妹の今後（進路）については、雑多となるために登場人物を参照とする。
選挙編 (vol.1 - vol.34)
ごく普通に街中で生活する櫻田家。だが父親は国を統べる王様で、子供達は全員特殊能力を持つ王家の一族だった。そんな一家の三男六女の兄弟姉妹である茜・葵・修・奏・遥・岬・光・輝・栞の中から、次期国王が国民投票によって選ばれることになった。判断材料として、町中に設置された200以上のカメラによって監視されTV放送される中、一生懸命カメラを避けたり、選挙にやる気だったり、協力しあったりと思い思いの行動を取る兄弟姉妹たち。仲良しな家族ながら、選挙で勝ち残るのは一体誰になるのか。
最年長の葵が18歳になることを基準にして国王選挙を実施することとなったが、当の葵は世論調査で第1位である体制は変わらなかったのに選挙活動はしていなかった。また、自身の国王選挙活動に関心が薄いが他の兄弟姉妹の支援活動をする修・遥であった。一方で、セクシャルハラスメントな場面もある監視カメラ撤廃に積極的だったために人見知り克服での演説活動や「スカーレットブルーム」での活動を踏まえた茜と、兄の修を怪我させたことがきっかけで奏が医療施設の視察やボランティア活動で選挙的に選挙活動に動き出す。そして、光は選挙をきっかけとしてアイドル活動に精を出すことになり、岬も中学校でのお手伝い要員としては働いていたが世論調査では反映させていなかったことにより活動を検討することとなる。輝・栞は幼少だったので、栞が仕切り役になって共同での選挙活動になった。実はこの国王選挙においては、国王を選定すると共に櫻田家兄弟姉妹の進路を見出して行くという目的もあった。
最終的には葵は自分の能力によるトラウマもあり、世論調査第1位で揺らぎなかったが国王になる資格がないと最終の選挙演説で辞退することにした。その後、選挙宣伝の飛行船事故が起きたが、修がリーダー格となって他の兄弟姉妹と共に被害を最小限にした結果、そのリーダーシップが認められて選挙で修が次期国王に決定した。ただ、国王選挙に修が当初は消極的だったのには恋人であった佐藤 花の件もあったためであり、国王・王妃の馴れ初めで選挙活動に積極的になった所もある。選挙後に恋人の花を家族に紹介（婚約）している。
アンジェリカ編 (vol.35 - vol.52)
突然櫻田家に滞在することになったアンジェリカ・W・ローゼ。あまり外に出たことがない彼女は庶民の生活をなかなか理解できずにいた。

## 世界観・用語解説
世界観
日本によく似た櫻田王国にて、長女の葵が18歳となるタイミングで、次期国王を決める選挙を一年で行う。(※アニメ版の場合。原作は誕生月の都合上、選挙開始時は葵が17歳の高校3年生となっている。また、こちらは3年かけて選挙を行う。)
櫻田家は国を治める王家でありながらも、現国王の総一郎の方針により、きょうだいもとい家族たちは城下町にて普通の庶民的な暮らしを送っている。
アニメでは中学生以上、原作では高校生以上のきょうだいに、「お手伝い」と称して家事の分担が義務付けられている。分担は毎週くじ引きで決める。内容は掃除、洗濯、料理、買い物など。(アニメ版では中学生組も参加するため、2人分休みの制度がある。)主人公の茜は人目が苦手なので、できるだけ買い物は避けたいが、くじ運が悪いためしょっちゅう"買い物"を引く。
櫻田王国(さくらだおうこく)
日本によく似た、王制の国家。王は終身制で一人。選挙制の設定から、性別に関する規定はないと考えられる。現国王は櫻田家の父である、櫻田総一郎。
王様
選挙にて次期国王に当選した者について指す。本来女性の候補者が当選した場合、その者は女王、または女帝と呼ばれるはずだが、ここでは一貫して「王様」と呼ばれる。次期国王には、現在総一郎が使用している、王冠が継承されるようである。
桜華学園(小学校・中学校・高校・大学)
小、中、高、大一貫の王立学校。櫻田家のきょうだいは幼稚園児の栞を除き、全員がこの附属校に通っている。なお、進級試験が存在するらしく、この進級試験に合格できないと附属校には進学ができない。また、必ずしも附属校に進学する義務はないらしく、外部の私立校などを受験し、進学することも可能とされている。
分身(たん)
原作コミックスでのみ使われる岬の分身たちを総括した呼び名。基本的に岬と関わりが深い、茜と遥しか使わない。また、ほぼ原作1巻でしか使われていない。茜がルビ付きで「ライオたん、ユニコたん！」などと使っている程度である。
さあち☆らいと
桜庭らいと(櫻田光)と、米澤紗千子が期間限定で結成したユニット名。
能力暴走(ブレイクアウト)
特殊能力を持つ、櫻田家の9兄弟にランダム周期で訪れるもの。通常の場合、兄弟たちは自分の意思で好きな時に能力を発動できるが、ブレイクアウト時はこの制御が効かなくなる。基本的にはエンジンをかけっぱなしの車のように、日中の活動中に能力が発動しっぱなし、またはその能力が強く発動する状態になる。原作版では数日、また葵にしかその描写が見られない一方、アニメ版では発動するのは1日のみ、また全員が一度に発動という違いがある。(詳細は後述)
ブレイクアウト時の各きょうだいの能力の変化
櫻田茜
アニメ版→地上に留まることができなくなり、浮遊する。寝る時もベッドごと浮いてしまう。
櫻田葵
原作→声を出すとアブソリュートオーダーの能力により、相手に命令をしてしまうため声を出すことができない。
アニメ版→話し声に加えて視覚でも相手を操作してしまうらしく、ほぼほぼ話す、見るの行動ができない。なお、この時友人らには花粉症だと言って誤魔化していた。
櫻田修
アニメ版→常時瞬間移動の能力が発動し、その場に止まることができない。時折南極に飛んだりする。
櫻田奏
アニメ版→常時何かの物体を生成しないといけない。
アニメでは「石はタダだから」との理由でひたすら石を生産していた。
櫻田岬
アニメ版→能力が解除できなくなり、分身たちを自分の体内に戻すことができなくなる。
櫻田遥
アニメ版→常時能力が発動し、ひたすら何かの確率計算をすることになる。アニメ内ではずっと降水確率の計算をしていた。
櫻田光
アニメ版→能力の制御ができなくなるらしく、実際の年齢に体の成長を合わせることができない。実年齢よりも体が大きくなったり、逆に小さくなったりを1日の間で繰り返すものと思われる。
櫻田輝
アニメ版→何か物に触れるとその物を壊す可能性が非常に高くなる。アニメ内では「壊しちゃだめだ、壊しちゃだめだ」とひたすら自制していた。
櫻田琹
アニメ版→常時人間以外の生物、物体の心の声が聞こえてくる。アニメ内では机やコップに気遣いの声かけをしていた。

## 登場人物

### 櫻田家
王家の一族だが、特殊能力を除いて大抵は普通に生活している。また、異常な熱源反応や尋常ではない叫び声などの異常事態でもない限り出番はない。毎週年長組の4人がくじを引いて掃除・洗濯・料理・買い物の割り当てを決める。
ただし、たまに能力暴走（ブレイクアウト）の症状で、能力が暴走してしまう。
1. 櫻田家のさだめ　その一、町中に設置されたカメラで監視される。
2. 櫻田家のさだめ　その二、国民投票により子供達の中から次期国王が選ばれる。
3. 王冠をいただく者は、真実と正義と平和を護り、高潔さと理想と信念を持つ者なり。国王はいつ如何なる時も、輝ける太陽の如く、国民を希望に導くことを誓う。

櫻田 茜（さくらだ あかね）
声 - 花澤香菜
本作の主人公。
第三王女・第四子 / 年齢：15歳 → 17歳 / 誕生月：3月 / 身長：153センチメートル / 特殊能力：重力制御(グラビティコア)
得意科目：地理・歴史 / 苦手科目：美術 / 趣味：かわいいもの集め / 好きなもの：変身ヒロイン・アイドル / 苦手なもの：他人の視線・初対面の人 / 好きな食べ物：マカロン・パンケーキ
物語の開始時点で高校1年生。クラス委員長を務めリーダー的存在。それゆえ、女子からは高い支持を受け、男子からは畏怖されている。気が置けない親友が二人いる。個人のファンクラブがある。
特殊能力を発動すると赤色に光る。自分と自分の触れたモノの重力を操る。驚異的な走力、攻撃力を発揮できる。周りの空気に瞬発的な重力負荷をかけることで衝撃波を生み出すことも可能。ただし使いどころは注意を必要とするのだが、スカートを履いていても能力を迷わず使うため、全国ネットでパンツを見られてしまった。その結果ファンクラブが発足し、人気も急上昇。
極度の人見知りかつあがり症で無人カメラすら直視できず、カメラに映るのを極端に嫌っており、町内に設置された200以上のカメラの位置を全て把握している。学校内にカメラが無い上に昔からの知り合いばかりなので、授業時間も誰よりも満喫していると言われている。
第1話では引ったくり犯を捕まえる時にカメラに映ってしまい、毎週日曜日夜7時に放送されるテレビ番組『今週の櫻田家』では貴重なVTRとして放送されてしまう。
真面目だが破けたスカートを短パンに履き替える途中で学校の予鈴に反応し、はいてない状態でそのまま登校するうっかりの面を持つ。
監視カメラの撤廃や非公式ファンサイトに流れているパンツ画像の規制を目指して王様になろうと心に決める。
小さいころから変身ごっこが大好きだった。
くじ運が悪く、毎週と言っていいほど買い物当番になる。
昔は大して人見知りではなかったどころかやんちゃだった。人見知りになった原因は原作とアニメでは微妙に違いがあり、原作では幼少期に花蓮の家に遊びに行った時、現れた泥棒に花蓮が捕まった際に恐怖で身動きが取れなくなったことへの後悔によるもの（友人の杏や花蓮自身には泥棒が怖かったのではなく花蓮が傷つくのが怖かったからだと指摘されている）。アニメでは前述の泥棒を撃退しようとするも追い詰められて能力が暴走し、花蓮の家を破壊してしまったところを周囲の人間に見られ、それ以来周囲の目が怖くなってしまったとされている。
人見知りは吹っ切れたがあがり症は克服できず、選挙の最終演説でも緊張からほとんど何も語れず、投票数が一気に下がり、地味にショックを受けていた。
憧れはフランスのアンリ4世。
世論調査では第3位(vol.1) → 第1位(vol.10) → 第2位(vol.28)。テレビアニメでは第2位(4月) → 第4位(6月) → 第3位(12月) → 第2位(2月)。
スカーレットブルーム
葵の案で、支持率を上げるために誕生した覆面ヒーロー。奏の生成能力で、掛けると周りから個人を特定されなくなる眼鏡を装着して活動する。ただしその眼鏡は何の変哲もない眼鏡の様で、国中の人は正体を知らないふりをしている。
決め台詞は「王の園生に咲き誇り、城下に舞うは一重の花弁。熱烈峻厳! スカーレットブルーム!!」。
櫻田 葵（さくらだ あおい）
声 - 茅野愛衣
第一王女・第一子 / 年齢：17歳 → 19歳 / 誕生日：12月24日 / 身長：165センチメートル / 特殊能力：絶対遵守(アブソリュートオーダー)・本望鼓舞(ブレイブビリーバー)
得意科目：全教科 / 苦手科目：なし / 好きなもの：平凡な日常 / 苦手なもの：変化 / 好きな食べ物：味噌汁・焼き鮭・出し巻き卵
高校3年生。よく家の手伝いをする、優しくて思いやりがある長女。高校を卒業した後、付属の大学へ進学した。家族を第一に思い、高価な物や地位や名誉より今の生活をずっと続けたいと願っている。本来の能力である絶対遵守(アブソリュートオーダー)は両親と一部の関係者以外の者には極秘事項であるが、奏には悟られている。初めは完全学習(インビジブルワーク)かと思ったが、本当は絶対遵守であった。
絶対遵守は対象を服従させる能力で、発動すると青色に光る。動物には効果が無い。能力に気付くのは中学生のころで、それ以前は力を自身で把握できていなかったため、無意識下で発動していたが、幼少期は短時間で命令の効果が切れていたと推測され、自身も周囲も能力として認識していなかった。中学生のころ、友人たちへの何気ないお願いによって能力が発動し、服従させてしまったことがあるため、いつまた服従させてしまうかを恐れるあまり人に頼ることを苦手としている。
だが葵の真の能力は人を従わせる絶対遵守ではなく本望鼓舞であり、この能力は人の気持ちを前へとそっと後押ししてあげる能力である。ただしこれは原作のみに登場する能力で、アニメでは絶対遵守が真の能力である。
選挙に興味が無いわけではないが、他人を服従させることのできる人間が王様になるわけにはいかないと思っている。だが選挙の最終演説で本当の能力を国王が国民に話して、葵自身が生まれて初めて自分を国王にしないように国民に涙ながらのわがままを語った（アニメでは葵自身の口から本当の能力を選挙の最終演説で国民に公表し、国王選挙を辞退した）。
選挙活動を終えると、大学進学と同時に一人暮らしを始めた。
憧れはエドワード8世。
世論調査では第1位(vol.1) → 第2位(vol.10) → 第1位(vol.28)。テレビアニメでは第1位(4月) → 第1位(6月) → 第1位(12月) → 第1位(2月)。
櫻田 修（さくらだ しゅう）
声 - 木村良平
王太子 / 第一王子・第二子 / 年齢：16歳 → 18歳 / 誕生月：2月 / 身長：182センチメートル / 特殊能力：瞬間移動(トランスポーター)
得意科目：理数系 / 苦手科目：暗記もの / 趣味：茜いじり / 好きなもの：茜 / 苦手なもの：奏 / 好きな食べ物：梨
高校2年生。マイペースで観察力がある所が総一郎に似ており、リーダーシップに優れる長男。奏とは双子で、30分早く生まれたため修が兄になる。
特殊能力を発動すると水色に光る。自分と自分に触れたモノを瞬間移動できる。その気になれば地球の裏側にまで物体を移動させることも可能。実は茜ファンクラブ会員No.2であり、妹には直接好意を示さないが溺愛しているシスコン。奏を王様にさせないための妨害工作で忙しい。
国王選挙が開始されて暫くの間は王様になる意義を見出だせずにいたが、クラスメイトである佐藤花に告白され（返事は保留）、両親の馴れ初め話を聞いて王様を目指す意義を見出した。その後、保留していた花への告白の返事を兼ねて自身が王様を目指す意義を明かした後、自身も他の兄弟達と並んで本格的に選挙活動を開始する。
12年前の事故（奏の項で後述）以来、日常生活に支障はないが、右足の運動機能に後遺症が残っており、サッカーなどの激しいスポーツが出来ない。
世論調査では第9位→第9位。テレビアニメでは第9位(4月) → 第8位(6月) → 第7位(12月) → 第4位(2月)。
恋人である花に対しては、実は彼女が修を好きになる前の小学4年生のころから好きだった。また、一緒に買い物をする際、商店街の人が昔の両親と重ね会わせている描写がある。選挙活動を終え、次期国王に選ばれると、同時に花との婚約を発表した（アニメでは花を両親に紹介した）。
櫻田 奏（さくらだ かなで）
声 - 石原夏織
第二王女・第三子 / 年齢：16歳 → 18歳 / 誕生月：2月 / 身長：160センチメートル / 特殊能力：物質生成（ヘブンズゲート）
得意科目：英語 / 苦手科目：体育 / 趣味：株・FX・資金調達 / 好きなもの：お金・かわいいもの / 苦手なもの：クサいストレートな愛情表現 / 好きな食べ物：チーズ
高校2年生。一見厳しそうに見えるが、姉弟想いの次女。生徒会副会長を務め、卯月の後を継いで生徒会長となる。
特殊能力を発動すると緑色に光る。現実から空想、元素から生物に至るまで、ありとあらゆる物質を生成することができ、未来に発明される物体も生成が可能である。ただし、生成されたものの価値に等しい金額が自動的に貯金から引かれていく。明確に欲しいと思った瞬間に物体は生成され、後からキャンセルは効かない。もし、彼女の貯金額を超える物体を生成した場合、担保として現物資産で支払ってしまう。これまでは貯金を使いきれば発動しなかったが、彼女の成長と共に、能力も成長していることが見受けられる。決して破産しないために国家予算並みの貯金をしている。
王様を目指す理由は、国家予算を対価に修の足を治すためである。12年前に外で遊んでいた際、奏の特殊能力によって城を生成した後に城の階段を生成したところ先述の担保により城の柱が消失し修が城の崩落に巻き込まれる事故を引き起こしてしまい、修に後遺症を負わせてしまったことを負い目にしている。
選挙活動に熱心で人前では常に良い顔をしている。家族を大事に想っていて、トラックに轢かれそうな茜を助けるために20年後に発明される4000万円相当の強力な衝撃吸収材を躊躇わずに生成した。
選挙活動を終えると、医学部を目指して猛勉強を始めた。
憧れは尊厳王フィリップ2世。
世論調査では第2位→第3位。テレビアニメでは第3位(4月) → 第2位(6月) → 第2位(12月) → 第3位(2月)。
櫻田 遥（さくらだ はるか）
声 - 村瀬歩
第二王子・第六子 / 年齢：13歳 → 15歳 / 誕生月：5月 / 身長：160センチメートル / 特殊能力：確立予知（ロッツオブネクスト）
得意科目：数学 / 苦手科目：体育 / 趣味：読書・ネットサーフィン / 好きなもの：独りの時間 / 苦手なもの：人とのふれあい・岬と比較されること / 好きな食べ物：プリン
中学2年生で、生真面目。あらゆる可能性の確率をパーセント形式で予知ができる。ただし、正確な予知ではないので確定ではなくある程度目星をつけられるものに留まる。
特殊能力を発動すると菫色に光る。奏からは数字にとらわれ過ぎて人の心が解らないのではないかと危惧されている。
岬とは双子。学校では伊達メガネを装着している。独りでいることが多いため、国王選挙には消極的であるが、落ち込んだ岬を励ましたり、アイドルを目指す光をサポートしたり、投票が伸びず悩む輝にアドバイスを送るなど、面倒見の良い一面もある。
選挙活動を終えると、中学校生徒会の書記として活動を始めた。
憧れはマジャパヒト朝の宰相ガジャ・マダ。
世論調査では第6位→第4位。テレビアニメでは第7位(4月) → 第7位(6月) → 第8位(12月) → 第9位(2月)。
櫻田 岬（さくらだ みさき）
声 - 松井恵理子
第四王女・第五子 / 年齢：13歳 → 15歳 / 誕生月：5月 / 身長：153センチメートル / 特殊能力：感情分裂（オールフォーワン）
得意科目：体育 / 苦手科目：数学 / 趣味：自分磨き / 好きなもの：遥 / 苦手なもの：遥が尊敬する対象 / 好きな食べ物：カツ丼
中学2年生。個性的な姉弟の影に隠れがちだが、世話好きで面倒見がいい四女。遥とは双子（岬は姉）。
特殊能力を発動すると桃色に光り、七つのリングを生み出し分身を召喚する。働き者で、最大で7人の分身を生み出すことが出来る。それぞれ七つの大罪の関連動物または悪魔に対応した名前をしており、分身した岬は全員が何らかの技能に突出し、各部活動の助っ人として活躍している。また、分身した岬は全員テレパスで意思疎通ができる。ただし、岬本人は分身とは違う平均的な自分に劣等感を抱いている。平均的な技能ゆえ、岬は自身を必要とされていないと卑下しているが、客観視ができ社交性があるので茜から必要とされている。遥に対して弟以上の好意を抱いているが、彼はいつも茜をかばうため、嫉妬している。
選挙活動を終えると、中学校の生徒会長になった。
憧れはユスティニアヌス1世。
世論調査では第4位(vol.1) → 第5位(vol.10) → 第3位(vol.28)。テレビアニメでは第6位(4月) → 第6位(6月) → 第4位(12月) → 第5位(2月)。
櫻田 光（さくらだ ひかり）
声 - 小倉唯
五女・第七子 / 年齢：10歳 → 12歳 / 誕生月：10月 / 身長：135センチメートル / 特殊能力：生命操作（ゴッドハンド）
得意科目：音楽・美術 / 苦手科目：理数系 / 趣味：おしゃれ・目立つこと / 好きなもの：楽しいこと / 苦手なもの：面倒なこと / 好きな食べ物：アイスクリーム・チョコ
小学5年生。少々ワガママなところがあるが、元気で前向きで真っ直ぐな五女。学校でも人気者である。また、ドジな一面もあり、彼女の行動が空回りすることが多い。
特殊能力を発動すると黄色に光る。生物の成長具合を一時的に変化させることが出来る。ただし持続時間は24時間で、その間に対象を再び変化させることは出来ない。自分に使うことも可能だが、変化するのは外見のみ。
自分を成長させた時に服の丈が合わなくなったので、代わりに茜を小さくして服を交換した。作中では光16歳バージョン、茜7歳バージョンがある。アイドル活動を始めてから中学生バージョンも追加された。
選挙活動を終えると、自分が桜庭らいとであることを公表したが、そのまま活動を続ける様子。
憧れはマリア・テレジア。
世論調査では第5位→第8位。テレビアニメでは第5位(4月) → 第5位(6月) → 第5位(12月) → 第7位(2月)。
桜庭 らいと（さくらば らいと）
選挙へ向けて支持率向上のために生まれた中学生アイドル。王族の櫻田光ではなく新人アイドルとして売り出した方が新規ファン獲得による伸びしろが大きく、頃合いを見計らって正体を明かして注目度を高める作戦だが、本人は作戦内容をよく判っていない。中学で急成長を遂げるので、アイドルに変身した時点で茜の身長を超える。
櫻田 輝 (さくらだ てる）
声 - 勝田詩織
第三王子・第八子 / 年齢：6歳 → 8歳 / 誕生月：1月 / 身長：109センチメートル / 特殊能力：怪力超人（リミットオーバー）
得意科目：道徳 / 苦手科目：算数 / 趣味：ヒーローごっこ・町内の警備 / 好きなもの：正義の味方 / 苦手なもの：怖いもの / 好きな食べ物：ハンバーグ
小学1年生。気が優しく正義感が強い。その性格から男女ともに人気で、クラスを引っ張っていくような存在。一方きょうだいの中ではやんちゃな存在として扱われている。
よく中二病的な言葉を話し、一人の世界に入っていることもあるが、王族としての意識は高く、幼いながら立ち振る舞いには気をつけようと努力をしている。本人はいたって真面目だが、栞には心配されている。
子供らしい表情が多く、喜怒哀楽がはっきりしている。唯一の妹である栞を兄として守らねばならないと思っている。栞に危険が迫れば、封印されている力を解き放つことも辞さない。
特殊能力を発動すると橙色に光る。大人以上の怪力を出せる。その力は高層ビルを素手でよじ登ったり、拳を叩きつけて道路を破壊できるほど。ただ彼はまだ能力を上手くコントロールできていない。そのため五月からは使いすぎないようにと忠告を受け、力の乱用を防ぐために右手の甲に封印という名の約束の印をつけて、普段はその力を使わないようにしている。その右手を彼は「ジャッカル」と名付けている。
選挙活動には真剣に参加していた。子供ゆえに失敗も多いが、そこも含めて家族や国民から愛されている。街頭演説では栞の助けを借りながらも、年上のきょうだいと同じように積極的に活動を行っていた。
何をするにも率先して我先に、みんなから頼られ憧れられるが、危なっかしいため家では兄弟から心配されている。臆病だが、恐怖に立ち向かう勇気は持っている。憧れはナポレオン。
世論調査では第7位→第7位。テレビアニメでは第8位(4月) → 第9位(6月) → 第9位(12月) → 第8位(2月)。
櫻田 琹（さくらだ しおり）
声 - 鈴木愛奈
第六王女・第九子 / 年齢：5歳 → 7歳 / 誕生月：4月 / 身長：99センチメートル / 特殊能力：物体会話（ソウルメイト）
得意科目：国語 / 苦手科目：体育 / 趣味：輝の観察 / 好きなもの：動物 / 苦手なもの：嘘 / 好きな食べ物：うめぼし
幼稚園年中組。櫻田家のマスコット的存在。心配性な性格で非常に大人しい。同年齢に比べて考え方が大人。友達作りは苦手だが、お姫様補正もあって周りの子達から下心なしに寄ってきてくれている。
基本的に無表情だが、時に目を輝かして驚くこともある。輝のことが心配で、手助けをするために彼についていく。だが輝はそれを知らずに、栞を甘えん坊だと思っている。
特殊能力を発動すると紫色に光る。犬や猫といった生物から、本や飛行船といった無機物とも会話が出来る。彼女はただ会話を楽しむだけでなく、さまざまな用途で能力を活用している。
選挙活動と言えるほどのことはしていなかった。ただ国民からの人気は高く、世論調査では上位をキープしていた。輝の街頭演説についていく、彼のフォローに徹していた。
容姿が奏と似ているためか、奏からは溺愛されている。家族想いなところも奏寄りで、来訪者に対し警戒心が強い。憧れは白雪姫。
世論調査では第8位→第6位。テレビアニメでは第4位(4月) → 第3位(6月) → 第6位(12月) → 第6位(2月)。
櫻田 総一郎（さくらだ そういちろう）
声 - 松本大、木村良平（青年時代）
父・国王 / 年齢：38歳 → 40歳 / 身長：200センチメートル / 特殊能力：他人の感情のオーラを読み取る / 趣味：娘にお酌してもらうこと
豪快かつひょうきんな性格で、若いころは今の修と爪二つの容姿だった。家計を困らせるなど、どこか王様らしくないが、その親しみやすさが国民に支持されている理由かもしれない。
あるお正月の日に次期国王を決めるための選挙をすると家族に発表した。きょうだいはその選挙活動を通じてそれぞれ成長していったが、それも選挙を行う狙いの一つだったのかもしれない。
昔は国王という立場から周囲から畏怖され孤独だったが、五月と出会ってからは家族というものを知り、考え方が変わっていった。
特殊能力を発動すると黄緑色に光る。他人の感情を色によって読み取る。負の感情は寒色系の暗い色で表され、正の感情は暖色系の明るい色になる。色が読み取りきれないこともある。
彼の母親は幼いころに亡くなり、父親も彼が中学2年生のころに生を全うした。ただ父親とは言っても、その関係性は父子と呼べるものではなく、そういった環境で育ったせいで父親像を知らない。
作者である春日歩の感覚では、彼の視点をもとに作品を描くことが多いと言っている。
櫻田 五月（さくらだ さつき）
声 - ゆきのさつき
母・王妃 / 年齢：38歳 → 40歳 / 身長：155センチメートル / 趣味：ドラマ鑑賞
旧姓は東雲
沈着冷静な肝っ玉母さん。もともと5人きょうだいで育ったため大家族には慣れており、きょうだいの悩みにも的確なアドバイスを送ることが出来る。弟妹たちは子どもたちにそっくりであり、どうやら子どもたちは叔父叔母似の様子。
王様である総一郎も特別扱いせず、誰にでも平等に接する懐の深さも持っている。進んで公務に参加するなど、総一郎を助け一緒に国のために働いてきた。
ボルシチ
声 - 速水奨
飼い猫。茜と光が買い物に出かけた時、光と遭遇。木に登って降りられなくなったところを成長した光によって救出され、そのまま櫻田家の飼い猫となる。葵の誕生日にはボルシチに似た抱き枕がプレゼントされた。居心地が良いらしく、茜の胸の上でよく寝ている。動物と話せる栞が意思疎通を行っているが、口調は尊大で自分の待遇に対し不満を述べている。櫻田家のみんなからは主に「ボル」と呼ばれている。よくビニール袋を噛んでいる。

### 学校
佐藤 花（さとう はな）
声 - 相坂優歌
年齢：16歳 → 18歳 / 身長：150センチメートル
高校二年生。修のクラスメイトで影が薄いことを気にしている。存在感を出すために化粧をするなど努力をしているが、クラスメイトからは未だに認識されていないことが多い。
親が転勤族で各地を転々としており、現在は父の実家に暮らしている。桜華学園には小学四年生のときに引っ越してきた際に一度在籍しており、修と同じクラスだった。
クラスメイトや小学校のとき一緒だった男子にも名前を覚えてもらえない中、修だけは花のことをしっかり覚えていてくれたことで、修に対して好意を抱くようになる。
少しでも彼と話そうと日々努力をしていたが、茜と一緒に帰宅するところを目撃し、二人の仲を勘違いしてつけて歩いた際に勢いで修に告白してしまう。その場では返事は保留されたが、修も花のことが好きだったため実質恋人のような関係になる。その後、付き合うことを真剣に考えた修が婚約を申し出て、正式に付き合うことになった。
隣の家の瞳とは別の学校に通っていた期間が長かったが、昔から帰省の際によく遊んでいたため幼馴染という認識が強い。
ギャル風メイクの目元がポイント。表情はコミカルなものが多い。王様を目指す修のために彼の選挙活動に参加し、スケジュール管理を担当していた。最終的に修が見事次期国王に選ばれ、彼の王妃となった。
鮎ヶ瀬 花蓮（あゆがせ かれん）
声 - 早見沙織
茜の幼い頃からの親友。昔から家を行ったり来たりする仲で、自分にとってのお姫様でもある。そんな茜を影から支えたいといつも思っている。
左にまとめたサイドポニーと元気な表情が特徴的。学校では同じクラスで、天然でドジをする茜のフォロー役を担う。花蓮の家に入った強盗を退治してくれた茜に今も感謝している。
白金 杏
声 - M・A・O
茜の高校1年生時代のクラスメイト。茜を特別扱いしない関係である。
福品（ふくしな）
声 - 中尾智
高校1年生の男子生徒で茜のクラスの副委員長。茜ファンクラブの会長でもある。茜ファンクラブの存在意義は彼女の意思を尊重し、彼女のために行動すること。しかし、茜の恥ずかしがる姿を見たいがために私欲を優先させる場面もある普通の高校生。
卯月（うづき）
声 - 丸塚香奈
生徒会会長。見た目が小柄なので1年生に間違われているが高校3年生の女子生徒。葵のクラスメイトで友達。
病弱らしく滅多に人前には出てこず、1年生は入学以来一度も見ていない。朝礼での生徒会からの連絡事項は主に副会長である奏が行っている。
作中にて高校を卒業して葵と一緒に付属の大学へ進学した。
菜々緒（ななお）
声 - 森岡由花
女性。葵のクラスメイトで友達。葵と一緒に付属の大学へ進学した。体力派で紙束を抱えながらキャンパス中を動き回れる。
静流（しずる）
声 - 影山灯
女性。葵のクラスメイトで友達。葵と一緒に付属の大学へ進学した。

### 芸能関連
松岡（まつおか）
声 - 鎌田匠
男性。中学生アイドルオーディションに小学生だからと言う理由で受けられずに落ち込んでいた光に声をかけた芸能プロダクションプロデューサー。光が王族なのを隠して活動するために後にマネージャーを兼任する。
光がアイドル活動するために親御さんの許可が必要で櫻田家に案内されたが、社長と共に案内されるまで（テレビアニメでは光のオーディションに付き添っていた遥と遭遇するまで）光が王族だと気付いていなかった。光にアイドルとしての才能を感じ、社長と共に国王である総一郎に土下座して活動許可を懇願した所、軽く許された。
米澤 紗千子（よねざわ さちこ）
声 - 三澤紗千香
通称「さっちゃん」。女子中学生アイドル。
下積み時代が長く、特別なコネや飛び抜けた才能も無い中、学業も手を抜かず地道な努力のみで這い上がってきたので、中途半端な気持ちで活動しているらいとには反感を覚える。
後に光とのツインライブや気遣いによって心動かされ和解する。
原作者の春日がアイドルキャラをどうしようかと悩んでいたところ、三澤紗千香を知り、「これだ」と三澤をイメージしこのキャラを生み出した（ニコ生版サクラダファミリーニュース第5回より）。

### 東雲家
東雲 大五郎（しののめ だいごろう）
五月の父。58歳 → 61歳。
東雲 千恵子（しののめ ちえこ）
五月の母。57歳 - 60歳。
東雲 葉月（しののめ はづき）
声 - 松井恵理子（学生時代）
次女。34歳 → 37歳。
東雲 神那（しののめ かんな）
声 - 村瀬歩（学生時代）
長男。
東雲 睦稀（しののめ むつき）
声 - 勝田詩織（少年期）
次男。31歳 → 34歳。
東雲 美奈（しののめ みな）
声 - 鈴木愛奈（幼少期）
三女。24歳 → 27歳。

### 櫻田城
楠 史郎（くすのき しろう）
声 - 八木隆典
総一郎の参謀。心配性で、胃が弱い。
曽和 初姫（そわ はつき）
声 - 藤田しずく
総一郎の世話係兼護衛。総一郎に絶大な信頼を置いてくれていて、疑うことを知らない。
ただ、四六時中付いて回るため、当時のクラスメイトから敬遠される原因となっていた。なので度々総一郎から撒かれていた。

### 他国
アンジェリカ・W・ローゼ
年齢：13歳 → 15歳 / 特殊能力：追憶復元(リプライスレス)
通称「アンジェ」。国王である父の命令で、櫻田家に滞在することになった。茜には好意を見せる。修の事も意識していたようであり、婚約者の花を紹介された際はショックを受けていた。
特殊能力を発動すると、壊れた物や傷を元の状態に戻すことが出来るが、大切な記憶を代償にしなければならない。
アルヴィン・R・ローゼ
アンジェリカの兄。

## 書誌情報

### 単行本
- 春日歩 『城下町のダンデライオン』 芳文社〈まんがタイムKRコミックス〉、既刊8巻（2025年5月27日現在）[8]
  1. 2013年4月11日初版発行（3月27日発売）、ISBN 978-4-8322-4282-1
  2. 2014年7月12日初版発行（6月27日発売）、ISBN 978-4-8322-4455-9
  3. 2015年9月11日初版発行（8月27日発売）、ISBN 978-4-8322-4606-5
  4. 2017年6月11日初版発行（5月27日発売[注 7]）、ISBN 978-4-8322-4817-5
  5. 2019年11月9日初版発行（10月25日発売）、ISBN 978-4-8322-7129-6
  6. 2021年12月11日初版発行（11月26日発売）、ISBN 978-4-8322-7322-1
  7. 2023年5月12日初版発行（4月27日発売）、ISBN 978-4-8322-7457-0
  8. 2025年6月11日初版発行（5月27日発売）、ISBN 978-4-8322-9638-1

### 関連書籍
- 『城下町のダンデライオン アンソロジーコミック』2015年9月11日初版発行（8月27日発売[8]）、ISBN 978-4-8322-4612-6
- 『城下町のダンデライオン TVアニメ公式ガイドブック』2016年1月10日初版発行（2015年12月26日発売[8]）、ISBN 978-4-8322-4651-5

## テレビアニメ
| 原作                            | 春日歩（芳文社 「まんがタイムきららミラク」連載）                                                                                     |
| 監督                            | 秋田谷典昭 |
| 副監督                          | 福島利規 |
| シリーズ構成                    | 吉田玲子 |
| 脚本                            | 吉田玲子、高山カツヒコ、広田光毅 |
| キャラクターデザイン 総作画監督 | 小林真平 |
| サブキャラクターデザイン        | 宮井加奈 |
| プロップデザイン                | 小田嶋瞳、沖田宮奈 |
| 美術監督                        | 河野次郎 |
| 色彩設計                        | 津守裕子 |
| 撮影監督                        | 岩元広司郎 |
| CG監督                          | 植木麻央 |
| 編集                            | 神野学 |
| 音響監督                        | 亀山俊樹 |
| 音響制作                        | ダックスプロダクション |
| 音楽                            | 大間々昂、兼松衆、田渕夏海 |
| 音楽プロデューサー              | 新井智大 |
| 音楽制作                        | 日音、キングレコード |
| プロデューサー                  | 田中豪、曽我秀忠、小林宏之 山口賢治、青樹零一 船田淳、山田淳二                                                                        |
| アニメーションプロデューサー    | 鵜飼浩史 |
| アニメーション制作              | プロダクションアイムズ |
| 製作協力                        | TCエンタテインメント、芳文社 ドコモ・アニメストア プロダクションアイムズ ポニーキャニオンエンタープライズ IAM、ダックスプロダクション |
| 製作                            | 城下町のダンデライオン製作委員会 TBS                                                                                                  |

2014年11月16日発売の『まんがタイムきららミラク』1月号にてアニメ化が発表され、2015年7月より9月までTBSテレビ、CBCテレビ、サンテレビ、BS-TBSにて放送された。『まんがタイムきららミラク』連載作品のアニメ化は「幸腹グラフィティ」以来半4ヶ月ぶり通算3作目である。キャッチフレーズは「大家族×特殊能力×選挙!?」。
TBSテレビでは字幕放送を実施しており、茜の台詞を黄色、葵の台詞を水色、総一郎の台詞を緑色で表記している。

### 製作
本作では監督を秋田谷典昭が、副監督を福島利規が、アニメーション制作をプロダクションアイムズが担当し、2・3本立ての構成となっている。福島が副監督になった経緯は、ちょうど秋田谷と別の作品で仕事をしていたときにフォローを頼まれたからである。メインスタッフと打ち合わせをしたところ、秋田谷はどういうテンポ感で演出したらいいのか悩んだという。そこで無理に30分1本のストーリーにするよりも、2本・もしくは3本立てに分けることで、原作にあるコマのリズムを活かすような方向にしたらどうかという話になった。秋田谷や福島の他、木村泰大、本南宗吾郎、濁川敦(ビー・バード)といった若手の演出家が携わった。木村と本南は制作デスクの山口奈保の誘いを受けたのが経緯で、濁川は彼が所属するビー・バードの代表取締役の鵜飼浩史から話を受けて参加した。
シリーズ構成は吉田玲子が担当しており、吉田の他、サブライターとして高山カツヒコ・広田光毅が参加する。4月で始まり3月で王様を決めるまでの1年間を全12話のストーリーで展開される。1ヶ月分のストーリーを1話分にまとめる構成となっている。第10話までは原作のネームをみてから内容を決めていたのだが、第11・12話はネームではなくプロットしかなかったため、話の大筋は同じ流れにして、選挙で修が王様になるまでのアプローチはアニメサイドで決めることになった。オリジナルで書く部分が多い回については基本的に吉田が担当する。反対に原作のテイストを活かした回はお任せしたとのこと。コメディが得意な高山は弾ける感じのネタが多い回を、広田はスカーレットブルームが登場する回を担当した。原作には登場しない「ローズタイフーンWX」は広田のオリジナルの設定であり、茜をスカーレットブルームとして始動させるきっかけとして考案した。最終話となる第12話は吉田の完全オリジナルストーリーになっており、修が王様になることへの納得感を大切にして書いたと語っている。
キャラクターデザインは小林真平が務めており、アイムズのプロデューサーである青樹零一に誘われたのがきっかけである。頭身が高めに描かれているのと、原作には結構広角に見せる画面が多いのが多かったので、それをそのままアニメに持ってくるとなると表現しきれない部分があると思ったりしたという。作業時間はメインキャラクター9人に3・4ヶ月くらい、ラフ1日、清書に1日という感じで一人あたり数日のペースで作業したとのこと。総作画監督の仕事としてはカット数で数えると毎回120カットくらいの原画修正を行った。
CG監督はSUBARU -昴-の植木麻央が務めており、監視カメラやドローンのモデルを作成する他、櫻田家のリビングのレイアウト制作を担当した。

### 主題歌
オープニングテーマ「Ring Ring Rainbow!!」
作詞：磯谷佳江、本木咲黒 / 作曲：小野貴光 / 編曲：山口朗彦 / ストリングスアレンジ：菊谷知樹 / 歌：ゆいかおり
エンディングテーマ「Honey♥Come!!」
作詞：大森祥子 / 作曲：俊龍 / 編曲：大久保薫 / 歌：小倉唯
挿入歌「Search Light」（第7話）
作詞：大森祥子 / 作曲：405+D / 編曲：玉木千尋 / 歌：桜庭らいと（小倉唯）

### 各話リスト
| #  | タイトル                       | 脚本         | 絵コンテ            | 演出              | 作画監督                            |
| -- | ------------------------------ | ------------ | ------------------- | ----------------- | ----------------------------------- |
| 1  | 櫻田さんちの9人きょうだい      | 吉田玲子     | 秋田谷典昭 三宅和男 | 伊部勇志          | 小田嶋瞳 加藤壮 川島尚              |
| 2  | 外面のいい姉                   | 吉田玲子     | 木村泰大            | 木村泰大          | 小泉初栄                            |
| 2  | 佐藤さんの片想い               | 吉田玲子     | 木村泰大            | 木村泰大          | 小泉初栄                            |
| 3  | 人気者になりたいの             | 吉田玲子     | 福島利規            | 福島利規          | 高橋はつみ                          |
| 3  | 初めてのおつかい               | 吉田玲子     | 福島利規            | 福島利規          | 高橋はつみ                          |
| 3  | アイドル活動                   | 吉田玲子     | 福島利規            | 福島利規          | 高橋はつみ                          |
| 4  | 王女のスカート                 | 高山カツヒコ | 本南宗吾郎          | 本南宗吾郎        | 加藤壮                              |
| 4  | 謎の生徒会長                   | 高山カツヒコ | 本南宗吾郎          | 本南宗吾郎        | 加藤壮                              |
| 5  | 夏のバカンス                   | 広田光毅     | 濁川敦              | 濁川敦            | 鈴木光                              |
| 5  | 隠し事オンライン               | 広田光毅     | 濁川敦              | 濁川敦            | 鈴木光                              |
| 5  | 八人岬                         | 広田光毅     | 濁川敦              | 濁川敦            | 鈴木光                              |
| 6  | 選挙とわたし                   | 吉田玲子     | 笹原嘉文            | 笹原嘉文          | 田中彩 飯飼一幸                     |
| 6  | お姉ちゃんはセンチメンタル     | 吉田玲子     | 笹原嘉文            | 笹原嘉文          | 田中彩 飯飼一幸                     |
| 7  | 王様は心配性                   | 高山カツヒコ | 守田芸成 中村憲由   | 本間修 秋田谷典昭 | 小田嶋瞳 宮川知子 小美戸幸代 川島尚 |
| 7  | シークレットアイドル           | 高山カツヒコ | 守田芸成 中村憲由   | 本間修 秋田谷典昭 | 小田嶋瞳 宮川知子 小美戸幸代 川島尚 |
| 8  | 佐藤さんが悩んでいる           | 吉田玲子     | 福島利規            | 伊部勇志          | 小泉初栄                            |
| 8  | 王様の寄り道                   | 吉田玲子     | 福島利規            | 伊部勇志          | 小泉初栄                            |
| 9  | スカーレットブルーム           | 広田光毅     | 大石康之            | 大石康之          | 高橋はつみ 片山敬介 渡辺浩二        |
| 9  | お姉ちゃんの誕生日             | 広田光毅     | 大石康之            | 大石康之          | 高橋はつみ 片山敬介 渡辺浩二        |
| 10 | さーち☆らいとの行方            | 高山カツヒコ | 本南宗吾郎          | 本南宗吾郎        | 加藤壮                              |
| 10 | 兄貴面するお兄ちゃん           | 高山カツヒコ | 本南宗吾郎          | 本南宗吾郎        | 加藤壮                              |
| 11 | さようならスカーレットブルーム | 広田光毅     | 濁川敦              | 濁川敦            | 鈴木光 宍戸久美子 小美戸幸代        |
| 12 | 王冠は誰に輝く                 | 吉田玲子     | 秋田谷典昭          | 秋田谷典昭        | 小泉初栄 小田嶋瞳 川島尚            |

### 放送局
| 放送期間                | 放送時間                     | 放送局         | 対象地域   | 備考                                                                  |
| ----------------------- | ---------------------------- | -------------- | ---------- | --------------------------------------------------------------------- |
| 2015年7月3日 - 9月18日  | 金曜 2:16 - 2:46（木曜深夜） | TBSテレビ      | 関東広域圏 | 製作局 / 字幕放送 9月4日は番組休止、9月11日は2回分放送（2:16 - 3:16） |
|                         | 金曜 3:20 - 3:50（木曜深夜） | CBCテレビ      | 中京広域圏 | 8月14日（13日深夜）は番組休止、9月11日は2回分放送（3:20 - 4:20）      |
| 2015年7月3日 - 9月25日  | 金曜 23:30 - 土曜 0:00       | サンテレビ     | 兵庫県     | 9月4日は番組休止                                                      |
| 2015年7月12日 - 9月27日 | 日曜 1:30 - 2:00（土曜深夜） | BS-TBS         | 日本全域   | BS放送                                                                |
| 2015年7月20日 - 10月5日 | 月曜 1:30 - 2:00（日曜深夜） | TBSチャンネル1 | 日本全域   | CS放送 / リピート放送あり                                             |

| 配信期間                 | 配信時間                     | 配信サイト         | 備考                          |
| ------------------------ | ---------------------------- | ------------------ | ----------------------------- |
| 2015年7月14日 - 9月29日  | 火曜 12:00 更新              | dアニメストア      |                               |
| 2015年7月21日 - 10月6日  |                              | 楽天ショウタイム   |                               |
|                          |                              | auアニメパス       |                               |
| 2015年7月28日 - 10月13日 | 火曜 0:30 - 1:00（月曜深夜） | ニコニコ生放送     |                               |
|                          | 火曜 1:00（月曜深夜） 更新   | ニコニコチャンネル | 第1話無料、第2話以降1週間無料 |
|                          | 火曜 12:00 更新              | GYAO!              | 同上                          |
|                          |                              | バンダイチャンネル | 第1話無料、第2話以降有料      |

### BD / DVD
| 巻 | 発売日         | 収録話          | 規格品番  | 規格品番  |
| 巻 | 発売日         | 収録話          | BD        | DVD       |
| -- | -------------- | --------------- | --------- | --------- |
| 1  | 2015年9月30日  | 第1話 - 第2話   | TCBD-0476 | TCED-2735 |
| 2  | 2015年10月28日 | 第3話 - 第4話   | TCBD-0477 | TCED-2736 |
| 3  | 2015年11月27日 | 第5話 - 第6話   | TCBD-0478 | TCED-2737 |
| 4  | 2015年12月25日 | 第7話 - 第8話   | TCBD-0479 | TCED-2738 |
| 5  | 2016年1月29日  | 第9話 - 第10話  | TCBD-0480 | TCED-2739 |
| 6  | 2016年2月26日  | 第11話 - 第12話 | TCBD-0481 | TCED-2740 |

### CD
- TVアニメ「城下町のダンデライオン」オリジナル・サウンドトラック（発売元：Anchor Records・販売元：ソニー・ミュージックマーケティング、2015年8月26日発売、UZCL-2074）

その他CD
| #         | タイトル                                       | 作詞      | 作曲      | 編曲      | 時間  |
| --------- | ---------------------------------------------- | --------- | --------- | --------- | ----- |
| 1.        | 「Search Light」(歌：桜庭らいと（小倉唯）)     | 大森祥子  | 405+D     | 玉木千尋  | 4:11  |
| 2.        | 「コモレビJUNCTION」(歌：桜庭らいと（小倉唯）) | 大森祥子  | 小野貴光  | 玉木千尋  | 3:45  |
| 3.        | 「Search Light（インスト）」                   |           |           |           | 4:11  |
| 4.        | 「コモレビJUNCTION（インスト）」               |           |           |           | 3:44  |
| 合計時間: | 合計時間:                                      | 合計時間: | 合計時間: | 合計時間: | 15:51 |

| #         | タイトル                                                             | 作詞      | 作曲      | 編曲      | 時間 |
| --------- | -------------------------------------------------------------------- | --------- | --------- | --------- | ---- |
| 1.        | 「Search Light」(歌：桜庭らいと（小倉唯）、米澤紗千子（三澤紗千香）) | 大森祥子  | 405+D     | 玉木千尋  | 4:11 |
| 2.        | 「Search Light」(歌：米澤紗千子（三澤紗千香）)                       | 大森祥子  | 405+D     | 玉木千尋  | 4:10 |
| 合計時間: | 合計時間:                                                            | 合計時間: | 合計時間: | 合計時間: | 8:21 |

### インターネット放送
『「城下町のダンデライオン」サクラダファミリーニュース』のタイトルで、2015年7月3日から9月25日までニコニコ生放送にて配信された。隔週金曜日22時更新。パーソナリティは松井恵理子（櫻田岬 役）、相坂優歌（佐藤花 役）。

## 舞台『城下町のダンデライオン』
- 期間：2016年8月9日-2016年8月14日
- 会場：CBGKシブゲキ!!

### キャスト
- 櫻田茜 - 菅沼もにか
- 櫻田葵 - 藤岡沙也香
- 櫻田修 - 南千紗登
- 櫻田奏 - 柴小聖
- 櫻田遥 - 松岡里英
- 櫻田岬 - 横川ユカ
- 櫻田光 - 其原有沙、山下菜々子
- 櫻田輝 - 大木悠希也
- 櫻田栞 - 原凛花
- 佐藤花 - 奥田佳弥子、桜井理衣
- 米澤紗千子 - 野口真緒
- 櫻田五月 - 藍川ゆとり

### スタッフ
- 原作 - 春日歩 (芳文社「まんがタイムきららミラク」連載)
- 脚本 - 保木本佳子
- 演出 - 中井ゆりこ
- 音楽 - 印南俊太朗
- 美術・舞台監督 - はじり李奈（obbiligate）
- 音響 - 川西秀一
- 照明 - 村山寛和（マーキュリー）
- 映像 - 加藤和博
- 演出助手 - 高島大輝
- 振付 - 穂波ゆき
- 衣裳 - moco
- ヘアメイク - 太田順子
- 現場制作 - 宮﨑智子
- 撮影 - 齋藤康嘉（リジュエ）
- 物販製作 - 森川純一（リジュエ）
- 公式WEBサイト - MikotoStyle（リジュエ）
- プロデューサー - 細野由紀雄（ダックスプロダクション）、坂本健
- 企画・主催 - ダックスプロダクション
- 制作 - VACAR ENTERTAINMENT

## タイアップ
叡山電鉄
本作のヘッドマークを装着したデオ810形電車が、2015年7月1日から9月30日まで運行された。